# Sato Akihiro (cầu thủ bóng đá, sinh tháng 10 năm 1986)
Akihiro Sato (佐藤 晃大, sinh ngày 22 tháng 10 năm 1986) là một cầu thủ bóng đá người Nhật Bản thi đấu cho Tokushima Vortis.

## Thống kê sự nghiệp

### Câu lạc bộ
Cập nhật đến ngày 23 tháng 2 năm 2018.
| Câu lạc bộ          | Mùa giải            | Giải vô địch | Giải vô địch | Cúp     | Cúp       | Cúp Liên đoàn | Cúp Liên đoàn | AFC     | AFC       | Tổng    | Tổng      |
| Câu lạc bộ          | Mùa giải            | Số trận      | Bàn thắng    | Số trận | Bàn thắng | Số trận       | Bàn thắng     | Số trận | Bàn thắng | Số trận | Bàn thắng |
| ------------------- | ------------------- | ------------ | ------------ | ------- | --------- | ------------- | ------------- | ------- | --------- | ------- | --------- |
| Tokushima Vortis    | 2009                | 17           | 4            | 0       | 0         | -             | -             | -       | -         | 17      | 4         |
| Tokushima Vortis    | 2010                | 26           | 5            | 1       | 1         | -             | -             | -       | -         | 27      | 6         |
| Tokushima Vortis    | 2011                | 36           | 9            | 1       | 0         | -             | -             | -       | -         | 37      | 9         |
| Gamba Osaka         | 2012                | 26           | 11           | 1       | 0         | 2             | 1             | 5       | 0         | 34      | 12        |
| Gamba Osaka         | 2013                | 5            | 1            | 0       | 0         | –             | –             | –       | –         | 5       | 1         |
| Gamba Osaka         | 2014                | 23           | 2            | 5       | 3         | 8             | 1             | –       | –         | 36      | 6         |
| Tokushima Vortis    | 2015                | 26           | 4            | 1       | 0         | –             | –             | –       | –         | 27      | 4         |
| Tokushima Vortis    | 2016                | 33           | 4            | 1       | 0         | –             | –             | –       | –         | 34      | 4         |
| Tokushima Vortis    | 2017                | 10           | 0            | 0       | 0         | –             | –             | –       | –         | 10      | 0         |
| Tổng cộng sự nghiệp | Tổng cộng sự nghiệp | 202          | 40           | 10      | 4         | 10            | 2             | 5       | 0         | 227     | 46        |